# Silveira rufus
Silveira rufus är en insektsart som beskrevs av Bo Tjeder 1960. Silveira rufus ingår i släktet Silveira och familjen Psychopsidae. Inga underarter finns listade i Catalogue of Life.